# Kyōgo Furuhashi
Kyōgo Furuhashi (jap. 古橋 亨梧, Furuhashi Kyōgo; * 20. Januar 1995 in Ikoma, Präfektur Nara) ist ein japanischer Fußballspieler. 

## Karriere

### Verein
Kyōgo Furuhashi erlernte das Fußballspielen in den Jugendmannschaften von Sakuragaoka FC und Aspergas Ikoma FC sowie in den Schulmannschaften der Kokoku High School und der Chūō-Universität. Im Februar 2017 unterschrieb er seinen ersten Profivertrag beim FC Gifu. Der Verein aus Gifu, der Hauptstadt der Präfektur Gifu, spielte in der zweiten Liga des Landes, der J2 League. Bis 2018 absolvierte er 68 Zweitligaspiele und schoss dabei 18 Tore. Im August 2018 wechselte er zu Vissel Kōbe nach Kōbe. Der Verein spielte in der ersten Liga, der J1 League. 2019 gewann er mit dem Club den Kaiserpokal. Im Endspiel siegte man gegen die Kashima Antlers mit 2:0. Anfang 2020 gewann er mit Vissel den Supercup. Gegen den japanischen Meister von 2019, den Yokohama F. Marinos, gewann man im Elfmeterschießen mit 6:5.
Im Juli 2021 wechselte Furuhashi zu Celtic Glasgow in die Scottish Premiership. Sein erstes Tor für den Verein erzielte er bei seinem Debüt gegen den FK Jablonec in der dritten Qualifikationsrunde der Europa League am 5. August 2021. Drei Tage später erzielte Furuhashi seine ersten Tore in der schottischen Liga, als er einen Hattrick bei einem 6:0-Sieg gegen den FC Dundee erzielte. Er setzte seine hervorragende Form fort, indem er in den nächsten Spielen gegen Heart of Midlothian und erneut in der Europa League gegen AZ Alkmaar traf. Am 19. Dezember 2021 erzielte Furuhashi zwei Tore gegen Hibernian Edinburgh im schottischen Ligapokalfinale, welches Celtic mit 2:1 gewann. Im Sommer 2023 verlängerte er seinen Vertrag in Glasgow um vier Jahre, nachdem er unter anderem in Schottland zum Spieler der Saison gekürt worden war.
Im Januar 2025 wechselte Furuhashi überraschend zum französischen Erstligisten Stade Rennes. Nach nur sechs Liga-Einsätzen ohne Torbeteiligung erfolgte bereits ein halbes Jahr später der Wechsel zu Birmingham City in die zweite englische Liga.

### Nationalmannschaft
Seit 2019 spielt Kyōgo Furuhashi für die Nationalmannschaft von Japan. Sein Länderspieldebüt gab er am 19. November 2019 in einem Freundschaftsspiel gegen Venezuela im Suita City Football Stadium in Suita. In seinem dritten Länderspiel erzielte er gegen die Mongolei im März 2021 sein erstes Tor, als er beim 14:0-Sieg doppelt traf.

## Erfolge
Vissel Kōbe
- Kaiserpokal: 2019
- Japanischer Fußball-Supercup: 2020

Celtic Glasgow
- Schottische Meisterschaft: 2022, 2023, 2024, 2025
- Schottischer Pokalsieger: 2023, 2024
- Schottischer Ligapokal: 2022, 2023, 2025

Individuell
- Schottlands Fußballer des Jahres: 2023
- Torschützenkönig der Scottish Premiership 2022/23